# جيري شميت
جيري شميت (بالإنجليزية: Jerry Schmitt)‏ هو لاعب كرة قدم أمريكية أمريكي، ولد في 16 سبتمبر 1960 في بيتسبرغ في الولايات المتحدة.